# Ле-Шато-д’Олерон (кантон)
Ле-Шато-д’Олерон (фр. Le Château-d’Oléron) — кантон во Франции, находится в регионе Пуату — Шаранта. Департамент кантона — Шаранта Приморская. Входит в состав округа Рошфор. Население кантона на 2006 год составляло 9485 человек.
Код INSEE кантона 1706. Всего в кантон Ле-Шато-д’Олерон входят 4 коммун, из них главной коммуной является Ле-Шато-д’Олерон.

## Коммуны кантона
- Долю-д’Олерон — население 3145 чел.
- Ле-Шато-д’Олерон — население 3884 чел.
- Ле-Гран-Виллаж-Плаж — население 970 чел.
- Сен-Трожан-ле-Бен — население 1486 чел.